# Ниман, Вальтер
Вальтер Ниман (нем. Walter Niemann; 10 октября 1876, Гамбург — 17 июня 1953, Лейпциг) — немецкий композитор, музыковед, музыкальный критик и преподаватель.

## Биография
Родился 10 октября 1876 года в Гамбурге. Музыке обучался под руководством отца — Р. Нимана, и Э. Хумпердинка, затем у К. Рейнеке по классу композиции в Лейпцигской консерватории и у Г. Римана в Лейпцигском университете (1898—1901). В 1902 году защитил диссертацию на тему «Условное значение лигатур в мензуральной теории, предшествовавшей трудам Иоанна де Гарландия».
В 1905—1906 гг. вместе с Арнольдом Шерингом редактировал «Новую музыкальную газету». В 1906-1907 годах Ниман преподавал в Гамбургской консерватории. Затем вернулся в Лейпциг, где до 1917 года состоял музыкальным референтом журнала «Neueste Nachrichten». Ниман был редактором нескольких изданий старинной клавирной и органной музыки. Как композитор сочинял главным образом стилизацию под старинную музыку в основном для фортепиано. Скончался 17 июня 1953 года в Лейпциге.

## Сочинения
- «Musik und Musiker des 19. Jahrhunderts» (Лейпциг, 1905)
- «Die Musik Skandinaviens» (Лейпциг, 1906)
- «Das Klavierbuch» (Лейпциг, 1907, 1920)
- «Grieg» (Лейпциг, 1908)
- «Das Nordlandbuch» (Веймар, 1909)
- «Die musikalische Renaissance des 19. Jahrhunderts» (Лейпциг, 1911)
- «Taschen-Lexikon für Klavierspieler» (Лейпциг, 1912, 1918)
- «Die Musik seit R. Wagner» (Берлин-Лейпциг, 1913)
- «Die nordische Klaviermusik» (Лейпциг, 1918)
- «Die Virginalmusik» (Лейпциг, 1919)
- «Meister des Klaviers» (Берлин, 1919)
- «Brahms» (Берлин, 1920, 1933)